# کاریاکاس پاپادوپولوس
کیریاکوس پاپادوپولوس (به یونانی: Κυριάκος Παπαδόπουλος) (زادهٔ ۲۳ فوریهٔ ۱۹۹۲) کاپیتان سابق و بازیکن اهل یونان است.
وی برای تیم ملی یونان ۲۵ بازی انجام داده و ۴ گل به ثمر رسانده‌است. پست تخصصی این بازیکن نیز، دفاع است. وی پس از پیوست یه صورت قرضی از لایپزیک به هامبورگ در تابستان ۲۰۱۷ قرارداد خود را به صورت رسمی با این تیم آلمانی تمدید کرد.